# Podhosta
Podhosta – wieś w Słowenii, w gminie Dolenjske Toplice. W 2018 roku liczyła 174 mieszkańców.